# Ray Buker
Ray Buker (eigentlich Raymond Bates Buker, Sr.; * 27. August 1899 in Foster, Rhode Island; † 3. Juni 1992 in Boca Raton) war ein US-amerikanischer Mittelstreckenläufer.
Bei den Olympischen Spielen 1924 in Paris wurde er Fünfter über 1500 m in 3:58,6 min.
1924 und 1925 wurde er US-Meister im Meilenlauf.

## Persönliche Bestzeiten
- 1500 m: 3:55,8 min, 14. Juni 1924, Cambridge
- 1 Meile: 4:19,4 min, 4. Juli 1925, San Francisco